# Jervis Maplesden
Jervis Maplesden, mort le 3 avril 1781, est un officier de la Royal Navy. Il sert durant la guerre de Sept Ans, atteignant le rang de captain.

## Biographie
Jervis Maplesden est nommé lieutenant le 3 novembre 1739, puis commander le 6 octobre 1746.
Il assure le commandement du Furnace, une bombarde portant 8 canons, du 6 octobre 1746 jusqu’en décembre suivant. Il est ensuite affecté au commandement du Fortune, une corvette de 10 canons, de mai 1754 à novembre 1756.
Il est nommé captain le 21 mai 1756.
Il reçoit le commandement du Portland l’année suivante et jusqu’au 11 septembre 1758. En octobre 1759, il est nommé à bord de l’Intrepid, poste qu’il conserve jusqu’en 1761. Il participe avec ce vaisseau à la bataille des Cardinaux, le 20 novembre 1759.
Il fait alors partie de l’escadre bleue,  avant-garde, sous le commandement de Charles Hardy, vice admiral of the Blue.
Le 4 octobre 1760, il est affecté au poste de commandant du Prince Frederick (en), poste qu’il conserve jusqu’en mars 1763.